# Giuseppe Petrilli
Prof. Giuseppe Petrilli (Napels, 24 maart 1913 - Rome, 13 mei 1999) was een politicus van Italiaanse afkomst. Zijn belangrijkste politieke functies waren Europees Commissaris voor Sociale Zaken (1958-60) en voorzitter van de Istituto per la Ricostruzione Industriale (1960-79).
Petrilli studeerde aan de universiteit wiskunde en statistiek en begon zijn carrière in de academische wereld. Vervolgens werd hij president van de overheidsinstantie Istituto nazionale per l'assicurazione contro le malattie (INAM), een instantie verantwoordelijk voor de verzekering van werkenden. Hij had een goede verstandhouding met de Italiaanse premier Amyntor Fanfani die hem benoemde hem tot Europees commissaris voor de Interne Markt. In 1960 vertrok Petrilli bij de commissie vanwege het presidentschap van de IRI.
Door zijn ervaringen als Europees commissaris werd Petrilli een groot voorstander van Europese integratie. Hij was een van de belangrijkste leden van de Italiaanse Movimiento Federalista Europeo (Europese Federalistische Beweging). Petrilli was president van de beweging tussen 1964 en 1985. Daarnaast was hij tussen 1981 en 1985 ook voorzitter van de Internationale Raad. Petrille schreef verschillende essays over de Europese Unie.
 Giuseppe Caron ·  Hans von der Gröben ·  Walter Hallstein ·  Robert Lemaignen ·  Lionello Levi Sandri ·  Piero Malvestiti** ·  Sicco Mansholt ·  Robert Marjolin · 
  Giuseppe Petrilli** ·  Michel Rasquin* ·  Jean Rey ·  Lambert Schaus 
  * overleden, ** afgetreden 